# Pseudosteineria scopae
Pseudosteineria scopae is een rondwormensoort uit de familie van de Xyalidae.